# Kurt Clemens
Kurt Clemens (7 de novembre de 1925 - 19 de juliol de 2021) va ser un futbolista alemany que va jugar a la selecció del Sarre. Va fer 95 anys el novembre de 2020 i va morir el juliol de 2021.